# ساروس (الانی)
ساروس (یونانی: Σαρώσιος, Sarṓsios)، که سارود /(Σαρώδιος Sarṓdios) یا سارو /ˈ (Σαρόης Saróēs) نیز نامیده می‌شود، پادشاه قوم ایرانی‌تبار الان‌ها در اوایل قرن ششم میلادی بود، زمانی که آنها هنوز در اوکراین بودند. او به عنوان مذاکره‌کننده دیپلماتیک بین پناهندگان آوارهای اوراسیایی آسیای مرکزی به رهبری کاندیک و ژوستینین یکم بیزانسی در سال ۵۵۷ و سپس دوباره بین ژوستین دوم و ترکان در سال ۵۶۹ عمل کرد. از دومی متوجه می‌شویم که آوارهایی که ساروس در سال ۵۵۷ به آنها کمک کرد در واقع یاغیانی از هپتالیان بودند (که در سال ۵۶۷ تسلیم گوک‌ترک‌ها و شاهنشاهی ساسانی شدند) و ظاهراً حق استفاده از عنوان آوار خاقان را نداشتند. روابط دیپلماتیکی که ساروس ایجاد کرد منجر به توافق گوک‌ترک‌ها با امپراتور موریس  در سال ۵۹۸ شد، تا از حاکمی به نام ساندیلچ که مورد تأیید خاندان آشینا بود، حمایت کنند.
تنها منبع مکتوب دربارهٔ ساروزیوس، تاریخ مناندر پروتکتور است.